# Merehana
Merehana is een geslacht van rechtvleugeligen uit de familie veldsprinkhanen (Acrididae). De wetenschappelijke naam van dit geslacht is voor het eerst geldig gepubliceerd in 1957 door Kevan.

## Soorten
Het geslacht Merehana omvat de volgende soorten:
- Merehana gharrei Kevan, 1957
- Merehana somalica Ritchie, 1982